# Manuela Beltrán
Pour les articles homonymes, voir Beltrán.
Manuela Beltrán est une Colombienne qui a notamment organisé, dans les années 1780, une révolte de paysans contre une imposition jugée excessive.

## Biographie
Les informations concernant la vie de Manuela Beltrán sont éparses et fragmentaires. Elle serait d'origine paysanne, née aux environs de 1750 et aurait vécu la plus grande partie de sa vie à Socorro (Santander), où elle aurait été l'une des rares femmes propriétaires d'une petite épicerie dans la vice-royauté de Nouvelle-Grenade. 
Elle est l'une des rares personnes de la région à savoir lire et écrire.

## Imposition
Dans la première moitié du XVIIIe siècle, le principal intérêt économique de l'empire espagnol réside dans la maîtrise totale de ses colonies américaines. Il focalise ainsi ses énergies sur le développement de sa force militaire, principalement celle de l'infanterie de marine (es). En 1717, le Cuerpo de Batallones de Marina est fin prêt, atteignant son effectif complet de douze bataillons. 
Au cours du siècle, les actions militaires espagnoles demandent beaucoup d'argent et d'autres ressources, ce qui débouche sur une imposition plus grande des colonisés. Les nouvelles impositions comprennent une hausse de l'alcabala, des taxes sur la consommation d'eau-de-vie et de tabac, des taxes sur l'importation de marchandises et des taxes de vente.

## Révolte
L'avis du nouveau régime d'imposition est affiché sur la place centrale de Socorro le 16 mars 1781. Comme elle sait lire, Beltrán informe la foule des nouvelles dispositions. La foule est outrée. Beltrán déchire l'avis et mène un mouvement de grève, qui s'étend à soixante villes et villages de l'Andean Region of Colombia (en) et du Llanos. 
La révolte se termine avec une fausse offre de négociation du vice-roi, suivie de la capture et de l'exécution de la plupart des meneurs de la révolte, dont José Antonio Galán. On ne sait pas ce qui est advenu de Manuela Beltrán à ce moment.